# Coco de mer

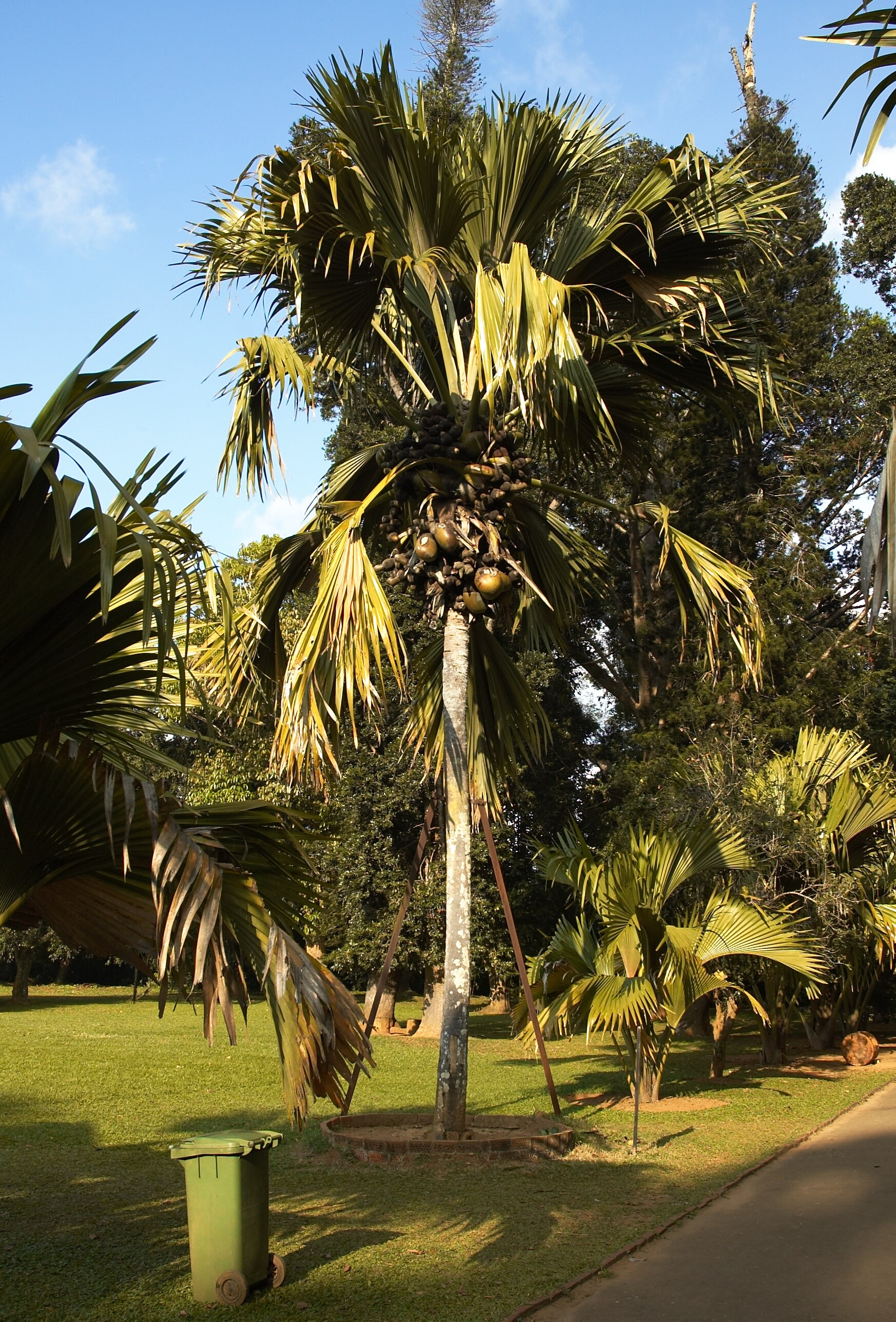
Coco de mer

De coco de mer (Lodoicea maldivica) behoort tot de palmenfamilie (Palmae of Arecaceae). Het is de enige soort in het geslacht Lodoicea, een zogeheten monotypisch geslacht. De plant is endemisch op de Seychellen, waar deze voorkomt op de eilanden Praslin en Curieuse. De vrucht van de palm, ook coco de mer of zeekokosnoot genoemd, bevat het grootste zaad van alle bekende plantensoorten. De vrucht heeft zes tot zeven jaar nodig om te rijpen; een volgroeide vrucht kan een diameter van 40–50 cm hebben en 15–30 kg wegen.
De zeelieden die de vrucht voor het eerst drijvend op de Indische Oceaan tegenkwamen vonden dat deze een treffende gelijkenis had met het achterwerk van een vrouw. Deze gelijkenis is nog gereflecteerd in het synoniem Lodoicea callypige Comm. ex J.St.-Hil., waar de soortaanduiding callipyge Oudgrieks is voor "mooi achterwerk". Andere synoniemen zijn onder meer Lodoicea sechellarum Labill. en Lodoicea sonneratii (Giseke) Baill.
Totdat de werkelijke bron van deze vruchten werd ontdekt in 1768 dacht men dat deze afkomstig waren van een boom die op de zeebodem groeide. De zeldzaamheid gaf aan de vruchten een grote waarde: ze werden vaak verzameld. De coco de mer is een zeldzame beschermde soort en staat sinds 2007 op de Rode Lijst van de IUCN geklasseerd als 'bedreigd'.
De botanische naam Lodoicea is afgeleid van Lodoicus, een verlatijnsing van 'Louis' en verwijst naar Louis XV.